# Friidrott vid olympiska sommarspelen 2004
Friidrott vid Olympiska sommarspelen 2004 genomfördes vid Atens Olympiastadion, förutom maraton (som löptes från Marathon till Kallimarmaro Stadion - Marmorstadion - 1896 års tävlingsarena), gång, och kultävlingen (som hölls på det antika stadion i Olympia). Tävlingar genomfördes i 46 grenar:

## Medaljfördelning
| Rank | Nation                  | Guld | Silver | Brons | Totalt |
| 1    | USA                     | 7    | 12     | 5     | 24     |
| 2    | Ryssland                | 7    | 6      | 7     | 20     |
| 3    | Storbritannien          | 3    | 0      | 2     | 5      |
| 4    | Sverige                 | 3    | 0      | 0     | 3      |
| 5    | Etiopien                | 2    | 3      | 2     | 7      |
| 6    | Grekland                | 2    | 2      | 1     | 5      |
| 7    | Jamaica                 | 2    | 1      | 2     | 5      |
| 8    | Kuba                    | 2    | 1      | 2     | 5      |
| 9    | Marocko                 | 2    | 1      | 0     | 3      |
| 10   | Italien                 | 2    | 0      | 1     | 3      |
| 11   | Japan                   | 2    | 0      | 0     | 2      |
| 12   | Kina                    | 2    | 0      | 0     | 2      |
| 13   | Kenya                   | 1    | 4      | 2     | 7      |
| 14   | Ukraina                 | 1    | 1      | 2     | 4      |
| 15   | Belarus                 | 1    | 1      | 1     | 3      |
| 16   | Litauen                 | 1    | 1      | 0     | 2      |
| 17   | Tjeckien                | 1    | 0      | 1     | 2      |
| 18   | Polen                   | 1    | 0      | 1     | 2      |
| 19   | Bahamas                 | 1    | 0      | 1     | 2      |
| 20   | Kamerun                 | 1    | 0      | 0     | 1      |
| 20   | Dominikanska republiken | 1    | 0      | 0     | 1      |
| 20   | Norge                   | 1    | 0      | 0     | 1      |
| 23   | Rumänien                | 0    | 2      | 1     | 3      |
| 24   | Tyskland                | 0    | 2      | 0     | 2      |
| 25   | Sydafrika               | 0    | 2      | 0     | 2      |
| 26   | Australien              | 0    | 1      | 2     | 3      |
| 27   | Spanien                 | 0    | 1      | 1     | 2      |
| 28   | Portugal                | 0    | 1      | 1     | 2      |
| 29   | Ungern                  | 0    | 1      | 0     | 1      |
| 30   | Lettland                | 0    | 1      | 0     | 1      |
| 31   | Mexiko                  | 0    | 1      | 0     | 1      |
| 32   | Frankrike               | 0    | 0      | 2     | 2      |
| 33   | Nigeria                 | 0    | 0      | 2     | 2      |
| 34   | Danmark                 | 0    | 0      | 2     | 2      |
| 35   | Brasilien               | 0    | 0      | 1     | 1      |
| 36   | Estland                 | 0    | 0      | 1     | 1      |
| 37   | Slovenien               | 0    | 0      | 1     | 1      |
| 38   | Eritrea                 | 0    | 0      | 1     | 1      |
| 39   | Turkiet                 | 0    | 0      | 1     | 1      |
| 40   | Kazakstan               | 0    | 0      | 1     | 1      |

## Medaljsummering

### Herrar
| Event                             | Guld                                                                                     | Guld          | Silver                                                                     | Silver   | Brons                                                          | Brons    |
| 100 meter Detaljer...             | Justin Gatlin USA                                                                        | 9.85          | Francis Obikwelu Portugal                                                  | 9.86AR   | Maurice Greene USA                                             | 9.87     |
| 200 meter Detaljer...             | Shawn Crawford USA                                                                       | 19.79         | Bernard Williams USA                                                       | 20.01    | Justin Gatlin USA                                              | 20.03    |
| 400 meter Detaljer...             | Jeremy Wariner USA                                                                       | 44.00         | Otis Harris USA                                                            | 44.16    | Derrick Brew USA                                               | 44.42    |
| 800 meter Detaljer...             | Jurij Borzakovskij Ryssland                                                              | 1:44.45       | Mbulaeni Mulaudzi Sydafrika                                                | 1:44.61  | Wilson Kipketer Danmark                                        | 1:44.65  |
| 1 500 meter Detaljer...           | Hicham El Guerrouj Marocko                                                               | 3:34.18       | Bernard Lagat Kenya                                                        | 3:34.30  | Rui Silva Portugal                                             | 3:34.68  |
| 5 000 meter Detaljer...           | Hicham El Guerrouj Marocko                                                               | 13:14.39      | Kenenisa Bekele Etiopien                                                   | 13:14.59 | Eliud Kipchoge Kenya                                           | 13:15.10 |
| 10 000 meter Detaljer...          | Kenenisa Bekele Etiopien                                                                 | 27:05.10 (OR) | Sileshi Sihine Etiopien                                                    | 27:09.39 | Zersenay Tadesse Eritrea                                       | 27:22.57 |
| 110 meter häck Detaljer...        | Liu Xiang Kina                                                                           | 12.91 =WR     | Terrence Trammell USA                                                      | 13.18    | Anier Garcia Kuba                                              | 13.20    |
| 400 meter häck Detaljer...        | Felix Sánchez Dominikanska republiken                                                    | 47.63         | Danny McFarlane Jamaica                                                    | 48.11    | Naman Keïta Frankrike                                          | 48.26    |
| 3000 meter hinder Detaljer...     | Ezekiel Kemboi Kenya                                                                     | 8:05.81       | Brimin Kipruto Kenya                                                       | 8:06.11  | Paul Kipsiele Koech Kenya                                      | 8:06.64  |
| 4 x 100 meter stafett Detaljer... | Storbritannien Jason Gardener Darren Campbell Marlon Devonish Mark Lewis-Francis         | 38.07         | USA Shawn Crawford Justin Gatlin Coby Miller Maurice Greene Darvis Patton* | 38.08    | Nigeria Olusoji Fasuba Uchenna Emedolu Aaron Egbele Deji Aliu  | 38.23    |
| 4 x 400 meter stafett Detaljer... | USA Otis Harris Derrick Brew Jeremy Wariner Darold Williamson Andrew Rock* Kelly Willie* | 2:55.91       | Australien John Steffensen Mark Ormrod Patrick Dwyer Clinton Hill          | 3:00.60  | Nigeria James Godday Musa Audu Saul Weigopwa Enefiok Udo-Obong | 3:00.90  |
| Maraton Detaljer...               | Stefano Baldini Italien                                                                  | 2:10.55       | Mebrahtom Keflezighi USA                                                   | 2:11.29  | Vanderlei de Lima Brasilien                                    | 2:12.11  |
| 20 kilometer gång Detaljer...     | Ivano Brugnetti Italien                                                                  | 1:19.40       | Francisco Javier Fernández Spanien                                         | 1:19.45  | Nathan Deakes Australien                                       | 1:20.02  |
| 50 kilometer gång Detaljer...     | Robert Korzeniowski Polen                                                                | 3:38.46       | Denis Nizjegorodov Ryssland                                                | 3:42:50  | Aleksej Vojevodin Ryssland                                     | 3:43:34  |
| Höjdhopp Detaljer...              | Stefan Holm Sverige                                                                      | 2.36 m        | Matt Hemingway USA                                                         | 2.34 m   | Jaroslav Bába Tjeckien                                         | 2.34 m   |
| Stavhopp Detaljer...              | Tim Mack USA                                                                             | 5.95 m (OR)   | Toby Stevenson USA                                                         | 5.90 m   | Giuseppe Gibilisco Italien                                     | 5.85 m   |
| Längdhopp Detaljer...             | Dwight Phillips USA                                                                      | 8.59 m        | John Moffitt USA                                                           | 8.47 m   | Joan Lino Martínez Spanien                                     | 8.32 m   |
| Tresteg Detaljer...               | Christian Olsson Sverige                                                                 | 17.79 m       | Marian Oprea Rumänien                                                      | 17.55 m  | Danil Burkenja Ryssland                                        | 17.48 m  |
| Kulstötning Detaljer...           | Jurij Bilonoh Ukraina                                                                    | 21.16 m       | Adam Nelson USA                                                            | 21.16 m  | Joachim B. Olsen Danmark                                       | 21.07 m  |
| Diskuskastning Detaljer...        | Virgilijus Alekna Litauen                                                                | 69.89 m (OR)  | Zoltán Kővágó Ungern                                                       | 67.04 m  | Aleksander Tammert Estland                                     | 66.66 m  |
| Släggkastning Detaljer...         | Koji Murofushi Japan                                                                     | 82.91 m       | Ivan Tsichan Belarus                                                       | 79.81 m  | Eşref Apak Turkiet                                             | 79.51 m  |
| Spjutkastning Detaljer...         | Andreas Thorkildsen Norge                                                                | 86.50 m       | Vadims Vasiļevskis Lettland                                                | 84.95 m  | Sergej Makarov Ryssland                                        | 84.84 m  |
| Tiokamp Detaljer...               | Roman Šebrle Tjeckien                                                                    | 8893 (OR)     | Bryan Clay USA                                                             | 8820     | Dmitrij Karpov Kazakstan                                       | 8725     |

* Tävlande som inte deltog i finalen men ändå fick medalj.

### Damer
| Event                           | Guld                                                                                     | Guld         | Silver                                                                                                   | Silver   | Brons                                                                               | Brons    |
| 100 meter Detaljer…             | Julija Nestsjarenka Belarus                                                              | 10.93        | Lauryn Williams USA                                                                                      | 10.96    | Veronica Campbell Jamaica                                                           | 10.97    |
| 200 meter Detaljer…             | Veronica Campbell Jamaica                                                                | 22.05        | Allyson Felix USA                                                                                        | 22.18    | Debbie Ferguson-McKenzie Bahamas                                                    | 22.30    |
| 400 meter Detaljer…             | Tonique Williams-Darling Bahamas                                                         | 49.41        | Ana Guevara Mexiko                                                                                       | 49.56    | Natalja Antiuch Ryssland                                                            | 49.89    |
| 800 meter Detaljer…             | Kelly Holmes Storbritannien                                                              | 1:56.38      | Hasna Benhassi Marocko                                                                                   | 1:56.43  | Jolanda Čeplak Slovenien                                                            | 1:56.43  |
| 1 500 meter Detaljer…           | Kelly Holmes Storbritannien                                                              | 3:57.90      | Tatiana Tomasjova Ryssland                                                                               | 3:58.12  | Maria Cioncan Rumänien                                                              | 3:58.39  |
| 5 000 meter Detaljer…           | Meseret Defar Etiopien                                                                   | 14:45.65     | Isabella Ochichi Kenya                                                                                   | 14:48.19 | Tirunesh Dibaba Etiopien                                                            | 14:51.83 |
| 10 000 meter Detaljer…          | Huina Xing Kina                                                                          | 30:24.36     | Ejegayehu Dibaba Etiopien                                                                                | 30:24.98 | Derartu Tulu Etiopien                                                               | 30:26.42 |
| 100 meter häck Detaljer…        | Joanna Hayes USA                                                                         | 12.37 (OR)   | Olena Krasovska Ukraina                                                                                  | 12.45    | Melissa Morrison USA                                                                | 12.56    |
| 400 meter häck Detaljer…        | Faní Halkiá Grekland                                                                     | 52.82        | Ionela Târlea-Manolache Rumänien                                                                         | 53.38    | Tetiana Teresjtjuk-Antipova Ukraina                                                 | 53.44    |
| 4 x 100 meter stafett Detaljer… | Jamaica Tayna Lawrence Sherone Simpson Aleen Bailey Veronica Campbell Beverly McDonald*  | 41.73        | Ryssland Olga Fjodorova Julia Tabakova Irina Chabarova Larisa Kruglova                                   | 42.27    | Frankrike Véronique Mang Muriel Hurtis Sylviane Félix Christine Arron               | 42.54    |
| 4 x 400 meter stafett Detaljer… | USA DeeDee Trotter Monique Henderson Sanya Richards Monique Hennagan Moushaumi Robinson* | 3:19.011     | Ryssland Olesia Forsjeva Natalja Nazarova Olesia Zykina Natalja Antiuch Tatiana Firova* Natalja Ivanova* | 3:20.16  | Jamaica Novlene Williams Michelle Burgher Nadia Davy Sandie Richards Ronetta Smith* | 3:22.00  |
| Maraton Detaljer…               | Mizuki Noguchi Japan                                                                     | 2:26:20      | Catherine Ndereba Kenya                                                                                  | 2:26:32  | Deena Kastor USA                                                                    | 2:27:20  |
| 20 kilometer gång Detaljer…     | Athanasía Tsoumeléka Grekland                                                            | 1:29:12      | Olimpiada Ivanova Ryssland                                                                               | 1:29:16  | Jane Saville Australien                                                             | 1:29:25  |
| Höjdhopp Detaljer…              | Jelena Slesarenko Ryssland                                                               | 2.06 m (OR)  | Hestrie Cloete Sydafrika                                                                                 | 2.02 m   | Viktoriya Styopina Ukraina                                                          | 2.02 m   |
| Stavhopp Detaljer…              | Jelena Isinbajeva Ryssland                                                               | 4.91 m (WR)  | Svetlana Feofanova Ryssland                                                                              | 4.75 m   | Anna Rogowska Polen                                                                 | 4.70 m   |
| Längdhopp Detaljer…             | Tatiana Lebedeva Ryssland                                                                | 7.07 m       | Irina Simagina Ryssland                                                                                  | 7.05 m   | Tatiana Kotova Ryssland                                                             | 7.05 m   |
| Tresteg Detaljer…               | Françoise Mbango Etone Kamerun                                                           | 15.30 m      | Hrysopiyí Devetzí Grekland                                                                               | 15.25 m  | Tatiana Lebedeva Ryssland                                                           | 15.14 m  |
| Kulstötning Detaljer…           | Yumileidi Cumbá Kuba                                                                     | 19.59 m      | Nadine Kleinert Tyskland                                                                                 | 19.55 m  | Svetlana Kriveljova Ryssland                                                        | 19.49 m  |
| Diskuskastning Detaljer…        | Natalja Sadova Ryssland                                                                  | 67.02 m      | Anastasia Kelesidou Grekland                                                                             | 66.68 m  | Iryna Jattjanka Belarus                                                             | 66.17 m  |
| Släggkastning Detaljer…         | Olga Kuzenkova Ryssland                                                                  | 75.02 m (OR) | Yipsi Moreno Kuba                                                                                        | 73.36 m  | Yunaika Crawford Kuba                                                               | 73.16 m  |
| Spjutkastning Detaljer…         | Osleidys Menéndez Kuba                                                                   | 71.53 m (OR) | Steffi Nerius Tyskland                                                                                   | 65.82 m  | Mirela Manjani Grekland                                                             | 64.29 m  |
| Sjukamp Detaljer…               | Carolina Klüft Sverige                                                                   | 6952         | Austra Skujytė Litauen                                                                                   | 6435     | Kelly Sotherton Storbritannien                                                      | 6424     |

- Tävlade i försöken men inte i finalen

## Tävlingsprogram
- 18 augusti
  - Damernas kula kvalificering och final
  - Herrarnas kula kvalificering och final
- 20 augusti
  - Herrarnas 20 km gång och prisutdelning
  - Herrarnas slägga kvalificering
  - Damernas sjukamp: 100 m häck, höjdhopp, kula, 200 m
  - Herrarnas tresteg kvalificering
  - Damernas 100 m försök, kvartsfinal
  - Herrarnas 1500 m försök
  - Herrarnas höjdhopp kvalificering
  - Damernas kula prisutdelning
  - Herrarnas 400 m försök
  - Damernas diskus kvalificering
  - Herrarnas kula prisutdelning
  - Damernas 800 m försök
  - Herrarnas 10 000 m final
  - Damernas 5 000 m försök
- 21 augusti
  - Herrarnas diskus kvalificering
  - Damernas 400 m häck försök
  - Damernas 400 m försök
  - Damernas sjukamp: längd, spjut, 800 m
  - Herrarnas  100 m försök, kvartsfinal
  - Damernas stav kvalificering
  - Damernas 100 m semifinal, final
  - Damernas tresteg kvalificering
  - Damernas 800 m semifinal
  - Damernas diskus final
  - Herrarnas  400 m semifinal
  - Herrarnas  3 000 m hinder försök
- 22 augusti
  - Damernas maraton
  - Herrarnas höjd final
  - Damernas 100 m häck försök, kvartsfinal
  - Herrarnas  1 500 m rullstol (Paralympics uppvisningslopp)
  - Damernas 800 m rullstol (Paralympics uppvisningslopp)
  - Herrarnas tresteg, final
  - Herrarnas slägga final
  - Damernas 400 m häck semifinal
  - Herrarnas  1 500m semifinal
  - Damernas 400 m semifinal
- 23 augusti
  - Damernas 20 km gång final
  - Damernas slägga kvalificering
  - Herrarnas tiokamp: 100 m, längd, kula, höjd, 400m
  - Damernas 200m försök, kvartsfinal
  - Damernas tresteg final
  - Damernas 100m häck semifinal
  - Herrarnas  400m häck försök
  - Herrarnas diskus final
  - Damernas 800m final
  - Herrarnas  400m final
  - Damernas 5 000m final
- 24 augusti
  - Herrarnas tiokamp: 110m häck, diskus , stav, spjut, 1 500m
  - Herrarnas  110m häck försök
  - Herrarnas  200m försök, kvartsfinal
  - Herrarnas längd kvalificering
  - Damernas 1 500m försök
  - Damernas stav final
  - Herrarnas  400m häck semifinal
  - Herrarnas  3 000m hinder final
  - Damernas 200m semifinal
  - Damernas 100m häck final
  - Damernas 400m final
  - Herrarnas  1 500m final
- 25 augusti
  - Damernas spjut kvalificering
  - Herrarnas stav kvalificering
  - Herrarnas  5 000m försök
  - Herrarnas  800m försök
  - Damernas längd kvalificering
  - Damernas 400m häck final
  - Damernas slägga final
  - Herrarnas  110 m häck kvartsfinal
  - Herrarnas  200 m semifinal
  - Damernas 200 m final
- 26 augusti
  - Damernas höjd kvalificering
  - Herrarnas längd final
  - Herrarnas spjut kvalificering
  - Damernas 1 500m semifinal
  - Herrarnas  110m häck semifinal
  - Herrarnas  800m semifinal
  - Damernas 4x100m stafett försök
  - Herrarnas  400m häck final
  - Herrarnas  200m final
- 27 augusti
  - Herrarnas  50 km gång final
  - Herrarnas stav final
  - Damernas längd final
  - Herrarnas  4x100m stafett försök
  - Damernas 4x400m stafett försök
  - Damernas spjut final
  - Herrarnas  4x400m stafett försök
  - Herrarnas  110m häck final
  - Damernas 10 000m final
  - Damernas 4x100m stafett final
- 28 augusti
  - Damernas höjd final
  - Damernas 1 500m final
  - Herrarnas spjut final
  - Herrarnas  800m final
  - Herrarnas  5 000m final
  - Herrarnas  4x100m stafett final
  - Damernas 4x400m stafett final
  - Herrarnas  4x400m stafett final
- 29 augusti
  - Herrarnas maraton
- Wikimedia Commons har media som rör Friidrott vid olympiska sommarspelen 2004.